# MFF-20
El MFF-20 o test de emparejamiento de figuras conocidas 20 es una prueba de emparejamiento perceptivo de aplicación individual, que trata de evaluar el constructo Reflexividad-Impulsividad. Por tanto, se considera como una prueba de valoración de estilos cognitivos.

## Características
El MFF-20 evalúa los procesos de respuesta impulsividad-reflexividad de los niños a través de tareas con un componente de incertidumbre, definido por la presencia de varias alternativas de respuesta, de las cuales solo una es correcta.
El rendimiento en la prueba permite situar al niño evaluado dentro de un continuo que va desde la reflexividad hasta la impulsividad.
El constructo Reflexividad-Impulsividad se refiere a la forma en que el niño se enfrenta a determinadas tareas. A nivel psicométrico, se considera un estilo cognitivo con identidad propia e independiente de otros constructos psicológicos como son la personalidad o la inteligencia. Se trata de una variable que, según los editores de la prueba, "representa un aspecto clave para analizar el rendimiento académico y la adaptación personal y social del niño".